# Sanaroa
L'isola di Sanaroa è un'isola della Papua Nuova Guinea, che si trova ad est dell'isola Fergusson nell'arcipelago delle Isole di D'Entrecasteaux.
Amministrativamente fa parte del Distretto di Kiriwina-Goodenough nella Provincia della Baia Milne, appartenente alla Regione di Papua.